# Babka
Pour les articles homonymes, voir Baba.
La babka (en polonais : baba, babka) est un gâteau originaire de la Pologne, née à l’époque de la république des Deux Nations.
La recette de la babka est toujours d'actualité en Pologne, comme dans la diaspora polonaise, mais aussi dans le nord de la France où est concentrée une forte communauté d'origine polonaise depuis les années 1920.

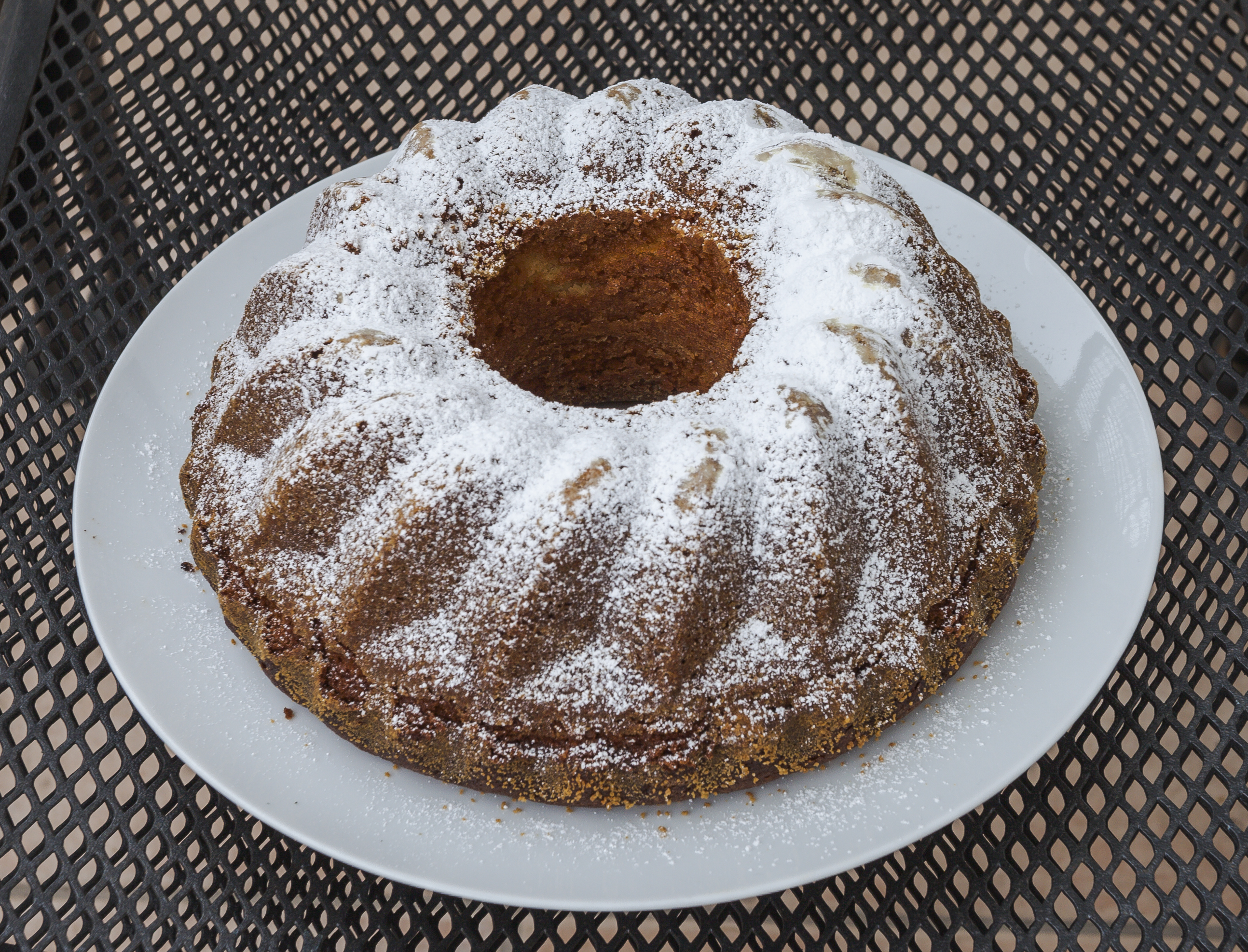
Babka

On peut aussi la retrouver dans les territoires de l'actuelle Ukraine, car il est à noter que le royaume de Pologne s'étendait à une époque de son histoire jusqu'à Kiev.

## Étymologie
Le nom du gâteau est issu du mot « babcia » ou du mot « baba », qui signifient respectivement « grand-mère » et « mamie ». Les tresses de la babka rappellent en effet les jupes à plis ronds que portaient les grand-mères d'Europe de l'est.

## Tradition

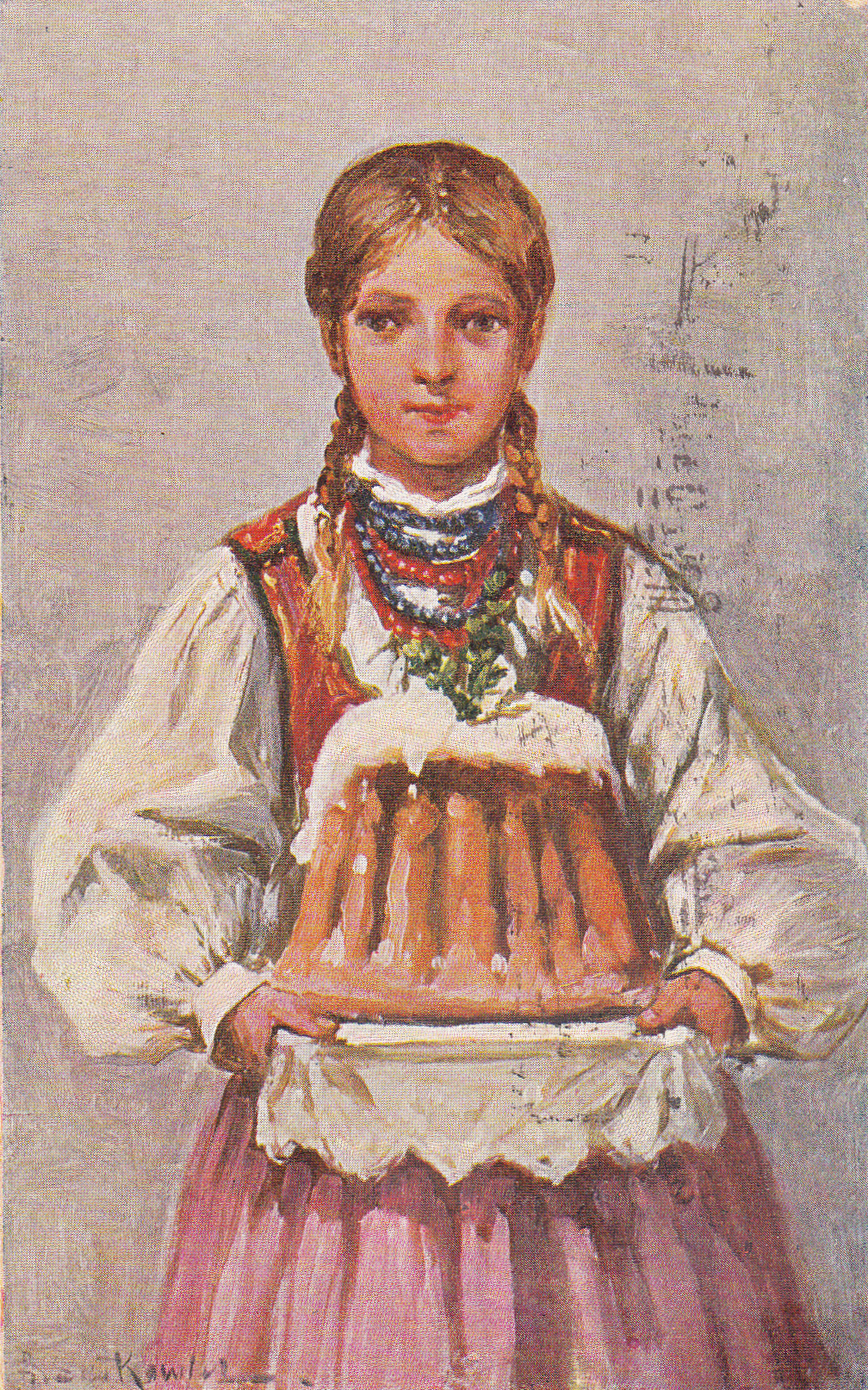
Adam Setkowicz "Une fille en costume traditionnel. Alléluia!" (la carte postale, les années 30 du XXe siècle, édition. Polonia, Cracovie).

Pendant des siècles, la babka ou baba a été un gâteau de célébration et un symbole de prospérité et de richesse des ménages, car il fallait jusqu’à 40 jaunes d'œuf pour garnir un seul moule.
Aujourd’hui la babka est beaucoup plus légère.
Il s'agit d'une brioche à pâte levée, dont l'apparence est caractéristique en raison de son moule, qui lui donne une forme haute et creusée en son milieu. Elle ressemble à une jupe d’une femme.
La babka est toujours sucrée. Selon la recette originale polonaise, la babka n'est pas garnie. On peut ajouter des raisins secs (macérés dans un peu de rhum) et la parfumer à la vanille, au chocolat, à l'arak, ou au citron.
Elle est saupoudrée de sucre en poudre, recouverte d'un glaçage à la vanille ou au chocolat.
La bakba est habituellement servi le dimanche de Pâques en Pologne.
Elle est servie aussi en Bulgarie, en Macédoine et en Albanie et en Roumanie pour les grandes fêtes (Noël, Pâques, Nouvel An, Pentecôte). Ces pâtisseries sont devenues un incontournable des petits déjeuners et des brunchs, et leur popularité a continué de croître dans le monde entier.

## Recette juive

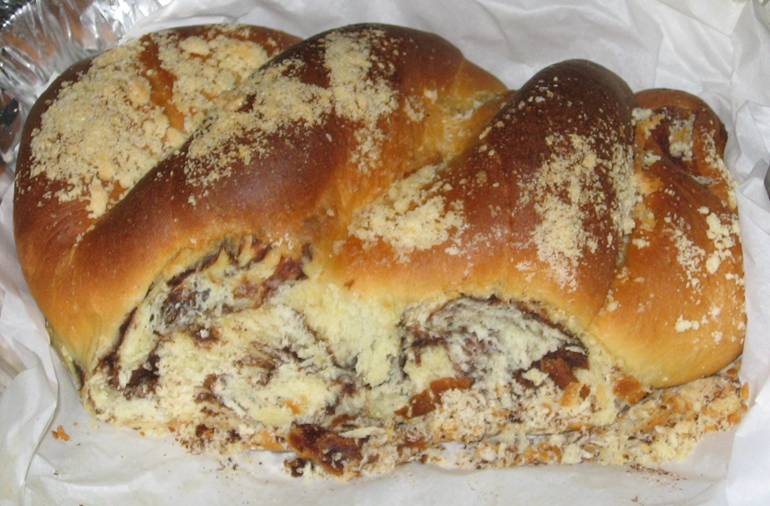
Babka au chocolat garni au streusel.

Le kranz est associée à la tradition juive européenne orientale. Les fruits confits sont remplacés par de la cannelle ou du chocolat et il est généralement garni de streusel.
Un gâteau semblable, le kokosh, est également populaire dans les boulangeries juives. Il contient également du chocolat et de la cannelle, mais il est plus petit et ne contient pas de streusel.